# Metropolia di Oltenia
La metropolia di Oltenia (in romeno: Mitropolia Olteniei), è una delle metropolie (o province ecclesiastiche) della chiesa ortodossa rumena in Romania. La metropolia è stata fondata il 7 novembre del 1939, ha sede a Craiova, nella regione storica dell'Oltenia. L'attuale metropolita è Irineu Popa.

## Organizzazione
La metropolia consta di 2 arcieparchie e 2 eparchie. 
- Arcieparchia di Craiova
- Arcieparchia di Râmnicu
- Eparchia di Severin e Strehaia
- Eparchia di Slatina e Romanaţilor

## Elenco dei metropoliti
- Nifon Criveanu (21 dicembre 1939 – 20 aprile 1945),
- Firmilian Marin (28 dicembre 1947 – 29 ottobre 1972),
- Teoctist Arăpașu (28 febbraio 1973 – 25 settembre 1977),
- Nestor Vornicescu (23 aprile 1978 – 17 maggio 2000),
- Teofan Savu (22 ottobre 2000 - 8 luglio 2008),
- Irineu Popa (27 luglio 2008 - presente).